# Lishness Peak
Der Lishness Peak ist ein 2200 m hoher Berg im westantarktischen Ellsworthland. Er ragt 1,5 km südöstlich des Wilson Peak an der Ostseite des Nimitz-Gletschers im Süden der Sentinel Range des Ellsworthgebirges auf.
Der United States Geological Survey kartierte ihn anhand eigener Vermessungen und mithilfe von Luftaufnahmen der United States Navy zwischen 1957 und 1959. Das Advisory Committee on Antarctic Names benannte ihn 1961 nach Alton Lynne Lishness (1931–2008), Funker an Bord einer Douglas DC-3 beim Flug über das Ellsworthgebirge am 28. Januar 1958.